# Syneta (Schiff)
Die Syneta war ein Tankschiff für Speiseöl, das Weihnachten 1986 in den Ostfjorden Islands verunglückte.
Das Schiff wurde 1969 bei der schwedischen Falkenberg-Werft als Marga gebaut. Es war 72,10 Meter lang 11,60 Meter breit. 1971 wurde es um 13,80 Meter verlängert. 1977 wurde das Schiff in Margareta umbenannt. Seit 1985 war das Schiff unter dem Namen Syneta britisch und in Gibraltar registriert.

## Unglück
Die Syneta lief am 20. Dezember 1986 aus Liverpool aus. An Bord befanden sich zwölf Personen. Fünf Offiziere und der Koch kamen aus Großbritannien, sechs weitere Besatzungsmitglieder von den Kapverdischen Inseln. Das Schiff sollte zuerst nach Heimaey auf den Vestmannaeyjar fahren. Dann entschied man sich jedoch, zuerst Eskifjörður anzulaufen, um 1.100 t Fischöl zu laden.
Gegen 22:15 Uhr am 25. Dezember wurde der erste Notruf aufgefangen: „Ran aground north of Seley, sinking, require immediate assistance.“ Diese Insel lag jedoch 10 km nordnordöstlich vom tatsächlichen Standort. Es gab Schneesturm und starken Seegang. Gegen 1:30 Uhr traf das erste Schiff am Unglücksort bei der Insel Skrúður ein. Zwölf weitere Schiffe und ein Rettungshubschrauber folgten. Man konnte neun Körper im Wasser ausmachen, aber nur sieben an Bord holen. Zwei Seeleute glitten aus ihren Rettungswesten in die Tiefe. Niemand von der Besatzung überlebte das Unglück. Vier Briten wurden in ihre Heimat überführt. Drei kapverdische Seeleute wurden auf dem Gufunes-Friedhof in Reykjavík beigesetzt. Fünf Seeleute blieben verschollen. 
Das Unglück wurde 1987 in Hull verhandelt. Es konnte nicht festgestellt werden, wer zu der Zeit Wache auf dem Schiff hatte. Bei einem Besatzungsmitglied wurde ein Brief gefunden, aus dem hervorging, dass der Autopilot defekt war und man nur noch eine Geschwindigkeit von maximal 5 KN erreichen konnte.  
Das Unglück war das Schiffsunglück mit den meisten Opfern seit 1950 vor Island.

## Trivia
Im Jahr 1990 veröffentlichte Bubbi auf seiner CD Sögur af landi einen Titel Syneta, der das Schiffsunglück aus der Sicht eines verunglückten Seemannes schildert.